# Souleymanou Hamidou
Souleymanou Hamidou (* 22. November 1973 in Mokolo) ist ein ehemaliger kamerunischer Fußballtorhüter. Zuletzt spielte er bei Kayserispor.

## Vereinskarriere
Hamidou begann seine Karriere bei Cotonsport Garoua. 2000 wechselte er in die Türkei und unterschrieb beim damaligen Erstligaaufsteiger Çaykur Rizespor, mit welchen er auf Anhieb Platz neun erreichte. Der Verein konnte sich für den UI-Cup qualifizieren, jedoch folgte im darauffolgenden Jahr der Abstieg. Der Torhüter blieb eine weitere Saison und stieg mit dem Verein sogleich wieder in die höchste Spielklasse auf.
2003 erfolgte der Wechsel zu Denizlispor. Nachdem in den ersten beiden Saisons der Verein die Plätze fünf und sechs belegte, kämpfte er die nächsten beiden Jahre gegen den Abstieg und konnte nie auf europäischer Ebene mit Denizlispor antreten. Nach fünf Jahren in Denizli wechselte Hamidou 2008 zu Kayserispor. In seiner ersten Saison in Kappadokien wurde er auf Anhieb Stammtorwart und konnte seine ersten Einsätze auf europäischer Bühne verbuchen. Im UEFA-Pokal kam Hamidou gegen den französischen Vertreter Paris Saint-Germain zu zwei Einsätzen in der ersten Runde. Im Hinspiel verlor die Mannschaft zu Hause 1:2 und schied nach einem torlosen Rückspiel aus dem Wettbewerb aus. Am Ende der Saison in der Süper Lig wurde Kayserispor Siebter.

## Nationalmannschaft
Hamidou bestritt bisher 24 Spiele für die Nationalmannschaft des Kameruns. Dabei wurde er mehrfach für internationale Turniere nominiert. 2000 stand er im Aufgebot für den Afrika-Cup in Ghana und Nigeria, kam aber als Ersatztorhüter zu keinem Einsatz. Kamerun konnte das Turnier gewinnen.
2006 wurde er beim Afrika-Cup in Ägypten als Stammtorhüter eingesetzt. In den Gruppenspielen gegen Angola und Togo spielte Hamidou durch. Des Weiteren kam er beim Viertelfinalaus gegen die Elfenbeinküste zum Einsatz und verwandelte beim verlorenen Elfmeterschießen den Elfmeter zum 11:10, jedoch konnte er keinen einzigen Elfer parieren und nachdem Samuel Eto’o verschoss, schieden die Kameruner aus.
Sowohl beim Afrika-Cup 2008 in Ghana als auch 2010 in Angola war er Ersatztorhüter von Carlos Kameni und kam zu keinem Einsatz. Außerdem wurde er für die WM 2010 in Südafrika nominiert und dort bei allen Gruppenspielen seiner Mannschaft eingesetzt. Nach drei Niederlagen gegen Japan, Dänemark und die Niederlande schied Kamerun als Gruppenletzter aus.

## Erfolge
- Afrika-Cup 2000
- Aufstieg in die Süper Lig 2003